# Hearst Castle

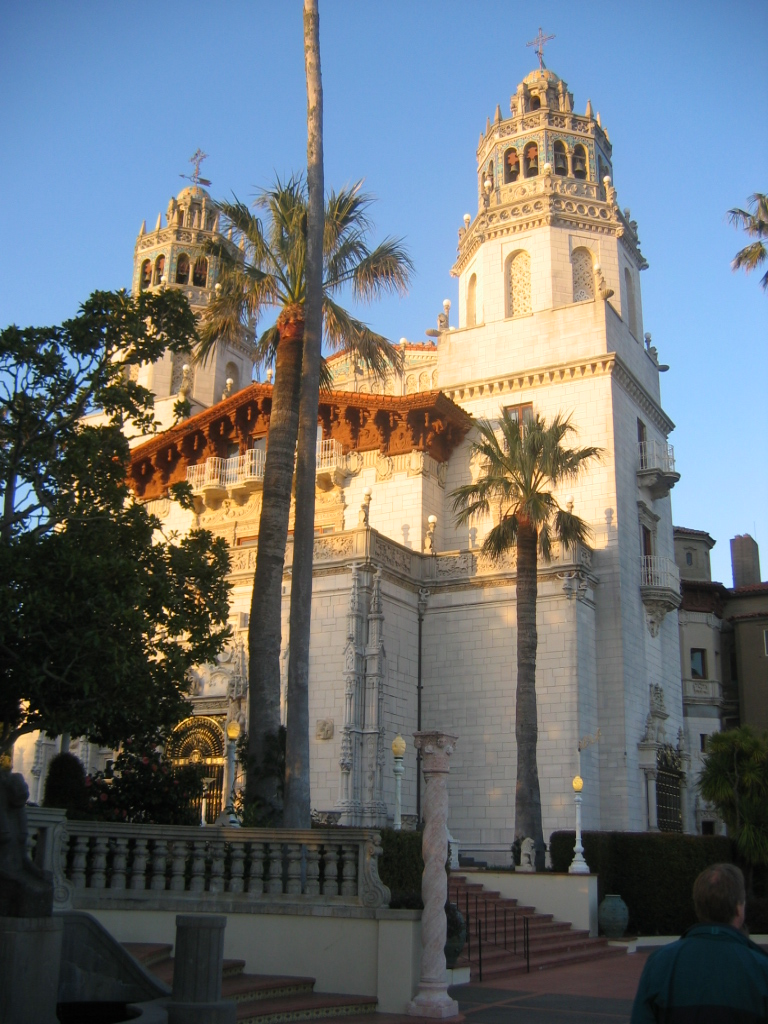
Casa Grande

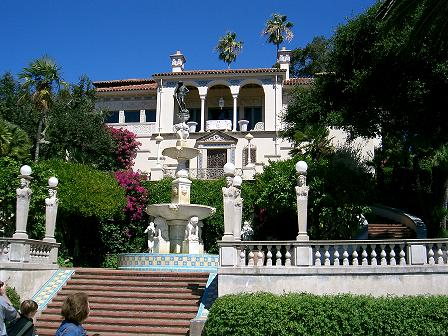
het hoofdgebouw

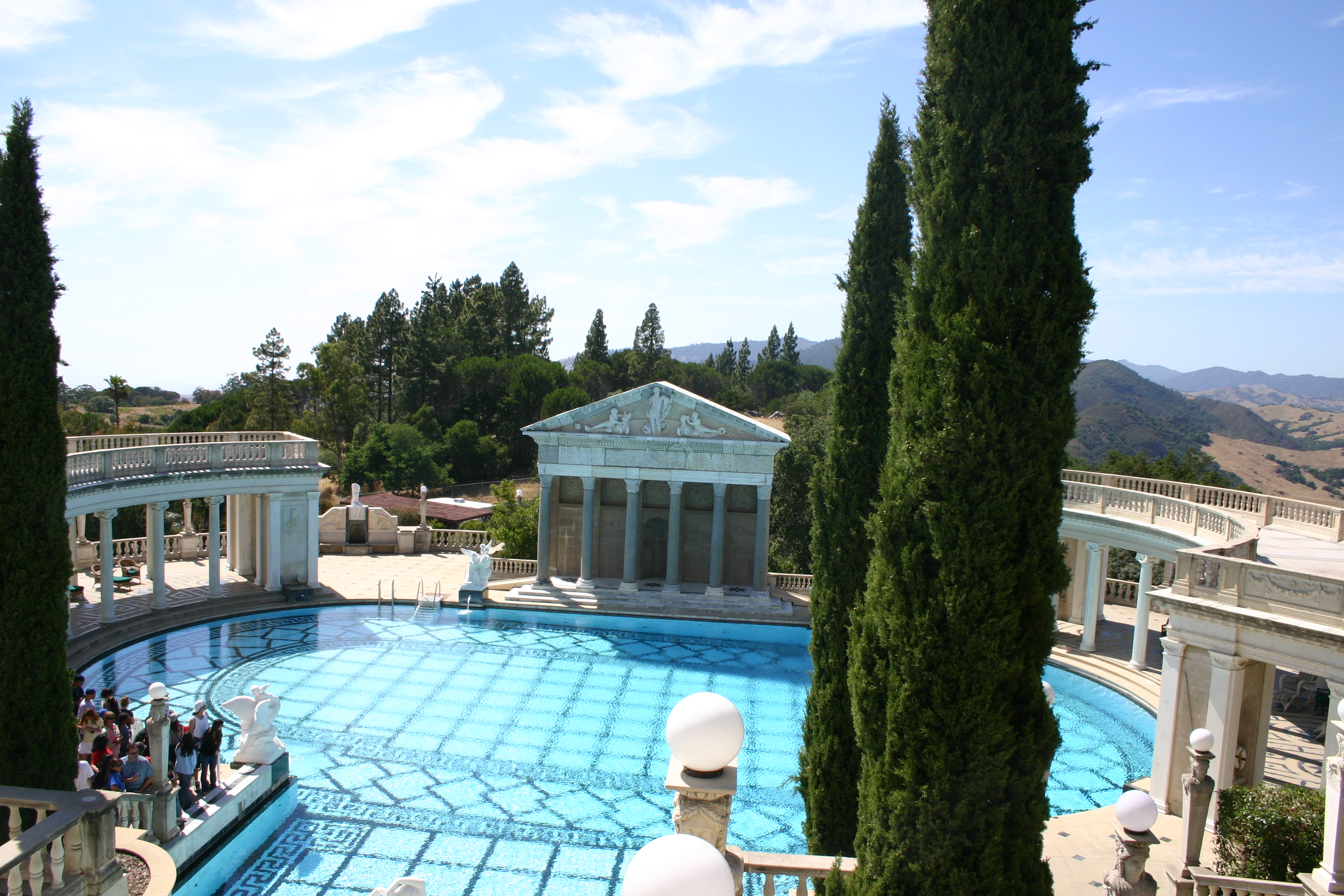
Het Neptunuszwembad

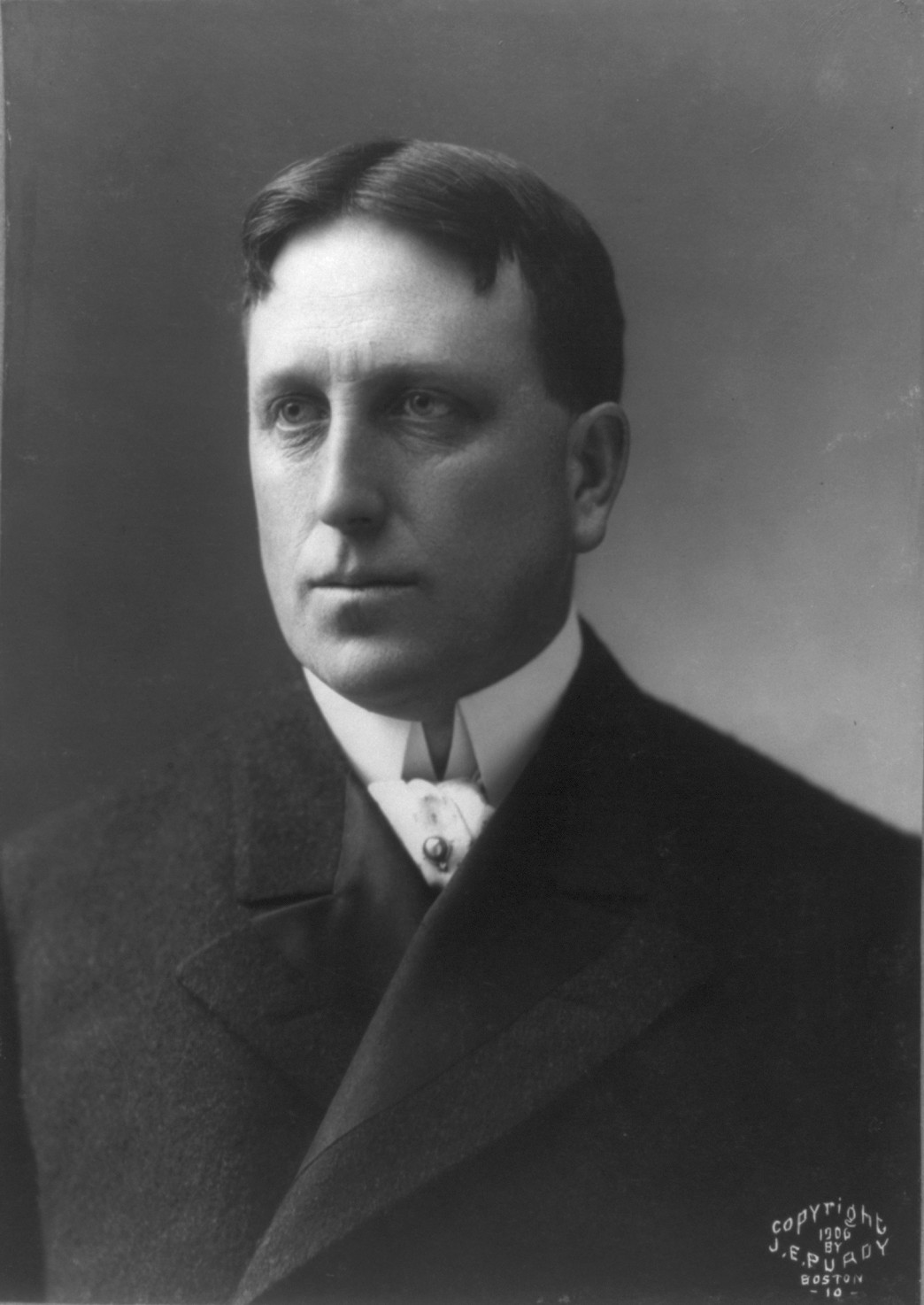
William Randolph Hearst

Hearst Castle is een historisch landhuis nabij San Simeon in San Luis Obispo County aan de kust van de Amerikaanse staat Californië. Het ligt op een heuvel ongeveer halverwege tussen San Francisco en Los Angeles. Het landhuis werd tussen 1919 en 1947 naar ontwerpen van Julia Morgan gebouwd voor de krantenmagnaat William Randolph Hearst, die het land van zijn vader erfde. Hearst doopte het landhuis formeel "La Cuesta Encantada" (de betoverde heuvel), maar noemde het meestal "the ranch". Hearst overleed in 1951 en in 1957 schonk de Hearst Corporation het landgoed aan de staat Californië. Sindsdien stelt de staat het landgoed en de kunstcollectie erin tentoon voor het publiek. Hearst Castle is erkend als National Historic Landmark en trekt jaarlijks ongeveer een miljoen bezoekers.

## Geschiedenis
In 1919 begon de bouw van Hearst Castle, wat een ongebreideld groot en weelderig paleis moest en zou worden op een landgoed van 1000 km². De veranda en de zwembaden bieden vanaf de heuveltop een panoramisch uitzicht over de Grote Oceaan. De luxe diende voor het onthaal en de ontspanning van grote maar vooral ook kleine intieme gezelschappen van bestuurders, zakenmensen en filmsterren. Hij gaf het de naam La Cuesta Encantada, de betoverde heuvel in het Spaans, maar in de wandelgang noemde Hearst het "the ranch", de boerderij. Sinds de vakanties uit zijn jeugd en zijn huwelijksreis door Europa had hij gedroomd een huis te bouwen waarin alle kastelen en paleizen in alle stijlen werden weerspiegeld.
Bijna dertig jaar lang werkte hij samen met architect Julia Morgan om deze fantasie te verwezenlijken. Zo werden ook de reeds gebouwde onderdelen steeds weer verbouwd. Complete vloeren, plafonds en interieurs werden uit Europa en Egypte overgevlogen. Bij zijn dood in 1951 was het project nog niet voltooid.
In 1957 werd het complex gedoneerd aan de staat Californië.

## Beschrijving
Het complex bestaat uit vier gebouwen. In totaal beschikt het over een vloeroppervlak van 8.300 m².
Het heeft:
- 56 slaapkamers
- 61 badkamers
- 19 zitkamers
- Een gotische bibliotheek
- Een bioscoop
- Tennisbanen
- Een tuin, met daarin een dierentuin.
- Een eigen vliegveld.

### Casa Grande
Het hoofdgebouw, Casa Grande heeft een vloeroppervlak van 5.634 m². Het is geïnspireerd op een 16e-eeuwse Spaanse kathedraal.
De andere gebouwen zijn:
- Casa del Mar, met een vloeroppervlak van 546 m²
- Casa del Monte, met een vloeroppervlak van 213 m²
- Casa del Sol, met een vloeroppervlak van 242 m²

### Neptunuszwembad
Het complex beschikt over een zwembad dat is omgeven door Oud-Griekse beelden en met de gevel van een voormalige Romeinse tempel die daarvoor uit Europa is overgebracht. Het zwembad kijkt uit over de bergen en de Stille Oceaan. Met de bouw van het zwembad werd begonnen in 1924 maar doordat het ontwerp steeds gewijzigd werd, was het pas gereed in 1936.
Er is ook nog een binnenbad.

## Gasten
Een groot aantal mensen van de zakelijke en politieke elite hebben op Hearst Castle gelogeerd zoals:
- Winston Churchill
- Charles Lindbergh
- Charlie Chaplin
- Cary Grant
- Walt Disney